# Geschubde grondscharrelaar
De geschubde grondscharrelaar (Geobiastes squamiger) is een vogel uit de familie Brachypteraciidae (grondscharrelaars).

## Verspreiding en leefgebied
Deze soort is endemisch in Madagaskar.

## Status
De grootte van de populatie wordt geschat op 1500-7000 volwassen vogels. Op de Rode lijst van de IUCN heeft deze soort de status kwetsbaar.